# Joachim Fritsche
Joachim Fritsche (* 28. října 1951, Delitzsch) je bývalý východoněmecký fotbalista, levý obránce, reprezentant Východního Německa (NDR).

## Fotbalová kariéra
Ve východoněmecké oberlize hrál za 1. FC Lokomotive Leipzig a BSG Chemie Leipzig, nastoupil ve 276 ligových utkáních a dal 24 gólů. V letech 1976 a 1981 získal s 1. FC Lokomotive Leipzig východoněmecký fotbalový pohár. V Poháru vítězů poháru nastoupil v 10 utkáních a dal 3 góly a v Poháru UEFA nastoupil v 10 utkáních. Za reprezentaci Východního Německa (NDR) nastoupil v letech 1973–1977 ve 14 utkáních. Byl členem týmu na Mistrovství světa ve fotbale 1974, ale v utkání nenastoupil a zůstal mezi náhradníky.

## Ligová bilance
| Ročník           | Zápasy | Góly | Klub                     |
| ---------------- | ------ | ---- | ------------------------ |
| I. liga 1970/71  | 26     | 3    | 1. FC Lokomotive Leipzig |
| I. liga 1971/72  | 25     | 1    | 1. FC Lokomotive Leipzig |
| I. liga 1972/73  | 26     | 3    | 1. FC Lokomotive Leipzig |
| I. liga 1973/74  | 19     | 2    | 1. FC Lokomotive Leipzig |
| I. liga 1974/75  | 22     | 2    | 1. FC Lokomotive Leipzig |
| I. liga 1975/76  | 24     | 3    | 1. FC Lokomotive Leipzig |
| I. liga 1976/77  | 19     | 1    | 1. FC Lokomotive Leipzig |
| I. liga 1977/78  | 20     | 3    | 1. FC Lokomotive Leipzig |
| I. liga 1978/79  | 23     | 1    | 1. FC Lokomotive Leipzig |
| I. liga 1979/80  | 17     | 2    | 1. FC Lokomotive Leipzig |
| I. liga 1980/81  | 21     | 3    | 1. FC Lokomotive Leipzig |
| I. liga 1981/82  | 3      | 0    | 1. FC Lokomotive Leipzig |
| II. liga 1982/83 | 5      | 0    | BSG Chemie Leipzig       |
| I. liga 1983/84  | 24     | 4    | BSG Chemie Leipzig       |
| I. liga 1984/85  | 9      | 1    | BSG Chemie Leipzig       |
| CELKEM I. liga   | 276    | 24   |                          |